# Christine Wodrascka
Pour les articles homonymes, voir Wodrascka.
Christine Wodrascka (née le 15 juin 1957 à Aix-en-Provence) est une pianiste de la scène française de musique improvisée et musique contemporaine, basée à Toulouse (France).

## Biographie
Sœur de l'écrivain Alain Wodrascka, Christine Wodrascka est issue d'une famille slavo-provençale. Son grand-père, Charles Rostaing était un linguiste français, spécialiste de la toponymie française en général et provençale en particulier.
Elle a commencé la musique toute petite avec le piano classique et très vite s'est tournée vers la création de morceaux libres de partition pour son plaisir. Le fait de pouvoir faire de la musique en étant totalement libre a été une véritable révélation. C'est vers l'âge de 20 ans qu'elle est passée à l'improvisation totale, par le biais du jazz.
En parallèle, Christine Wodrascka a fait des études universitaires en musicologie jusqu'à l'obtention du CAPES en éducation musicale.
Elle a obtenu un prix spécial d'interprétation au Music Jazz Focus de Bordeaux avec le groupe de musique improvisée Nothing Toulouse, est lauréate du concours de jazz du Cap d'Agde et compose pour les formations qu'elle a créé depuis 1992.

## Jeu
Expérimentatrice, Christine Wodrascka utilise son piano à queue comme un instrument non seulement à cordes mais aussi à percussion, plongeant dans son piano pour frapper, frotter ou caresser les cordes avec tout type d'accessoires comme une coquille Saint-Jacques ou une tige de bois pour en exprimer un nouveau langage.
Pour Christine Wodrascka, la musique improvisée est à la fois le moyen d'expression le plus proche d'elle et une véritable philosophie dont elle défend les moments uniques et authentiques.
Le duo est sa formation de prédilection car elle est à la fois intime et solidaire, tout en ayant un discours précis : jouer tout en étant à l'écoute de l'autre.

## Formations
(août 2011).
Christine Wodrascka a fait partie des groupes suivants :
- Piano Quartet, avec Fred Van Hove, Eddy Loozen et Christian Leroy
- Système Friche, grand orchestre de Jacques Di Donato et Xavier Charles
- International Occasionnal Ensemble, orchestre dirigé par Fred Frith
- Vents d'Est, orchestre dirigé par Michel Montanaro
- Chiens Méchants, dirigé par Philippe Deschepper
- Trio avec Joëlle Léandre et M. Ten Horn
- Krizda, trio avec Gunda Gottschalk et Isabelle Duthoit
- Quartet avec Jean-Marc Montera, Paul Lovens, et Fl. Floridis
- Quartet "l'Amour" d'Alex Grillo, avec Didier Petit et Hélène Labarrière
- Boumag Connexion avec Véronique Magdelenat, Bernard Santacruz et Lucia Recio

Actuellement, en plus de ses productions en solo, elle joue en :

### Duo
- Duo avec Ramón López (percussions)[7]
- Duo avec Sophie Agnel (piano)
- Duo avec Lucia Recio (voix)
- Duo avec Raymond Boni (guitare)
- Duo 4 m avec Geneviève Foccroulle (4 mains sur un piano)

### Trio
- Trio Palimpseste, avec Bernard Santacruz (contrebasse) et Philippe Deschepper (guitare)[8]
- Trio "C tel", avec Véronique Magdelénat (saxophone) et Hélène Labarrière (contrebasse)[9]
- Trio "Deuxième étage", avec Jean-Luc Cappozzo (trompette, bugle, flûte) et Gerry Hemingway (batterie)[10]

### Quartet
- Quartet K.W.A.C, avec Géraldine Keller (voix), Sophie Agnel (piano) et Jean-Luc Cappozzo (trompette, bugle)[11]

### Grand Ensemble
- Grand Orchestre d'improvisation toulousain le Fil[12]

## Accompagnement de textes
Christine Wodrascka a travaillé avec la poète et militante américaine Marilyn Hacker pour un lecture-concert au Pannonica de Nantes,, pendant de la manifestation Lire en Fête de 2008.
Lors du festival La voix est libre, de 2009, elle a illustré le texte de Charles Pennequin, La ville est un trou, accompagnée de Maguelone Vidal au saxophone et Eva Vallejo (théâtre).

## Master class
Sous la houlette de Jean-Pierre Layrac, fondateur du festival Jazz à Luz, et accompagnée de Geneviève Foccroulle, Christine Wodrascka a animé à l'université Toulouse II-Le Mirail une master class sur l'improvisation en 2010, suivi d'un concert.

## Festivals
(août 2011).
Christine Wodrascka a participé aux festivals suivants :
en France :
Banlieues Bleues (Seine-Saint-Denis), Sons d'Hiver (Arcueil), Europa Jazz (Le Mans), Rhino Jazz festival de Rive de Gier, Festival international d'jazz de Nevers, Festival des Musiques Innovatrices de Saint-Étienne, festival Densités (Meuse), Fruits de Mhère (Brassy), Nîmes Agglo Jazz (Nîmes), Festival Météo - Jazz à Mulhouse, Jazz à Luz(Luz-Saint-Sauveur), Festival d'Uzeste, Jazz à la Villette (Paris), Appassionnata Guitares (Nantes), Un pavé dans le jazz (Toulouse), La voix est libre (Paris), le Petit Faucheux (Tours), Jazz à l'AJMI (Avignon), Festival Présences de Radio France, Jazz à Poitiers…
en Europe :
Total Music Meeting (Berlin, FMP), Canailles (Düsseldorf), Wuppertal (D), Bath (GB), Groningen (NL), Anvers (B), Gant (B), Taktlos (CH), Thessalonique (G), Lleida (E), Novellara (I), Madrid (E).

## Discographie
- 1994 - Transkeï quartet avec Yves Romain, Jean-Marc Montera, Y. Micenmacher, Live au Petit Faucheux, WMD
- 1996 - Vertical[39] piano solo, Free Music Production
- 1997 - Système Friche avec l'orchestre de Jacques Di Donato et X. Charles, In Situ / Instants Chavirés[40]
- 1997 - Ballade pour une mer qui chante avec l'orchestre de M. Montanaro, Radio France
- 2000 - Stone, Brick, Glass, Wood, Wire (Graphics Scores 1986-1996) avec l'orchestre International Occasional Ensemble dirigé par Fred Frith - Dischi Di Angelica
- 2000 - Le Péripatétitien en duo avec Yves Romain, la Nuit transfigurée
- 2001 - Aux Portes du Matin en duo avec Ramón López, Leo Records
- 2001 - Triplett dirigé par Alex Grillo, participation en trio avec A. Grillo et Y. Romain, AjmiSeries, Harmonia Mundi[41]
- 2001 - L'Amour Tome 1 dirigé par A. Grillo, la Nuit transfigurée
- 2002 - Boumag A3 dirigé par Boumag, participation en trio avec Boumag, AjmiSeries, Harmonia Mundi[42]
- 2002 - The Ventriloquist dirigé par I. Perelman, participation en trio avec Ivo Perelman et Ramón López, Leo Records
- 2002 - Lèvres Nues dirigé par P. Labbé, participation avec l'atelier vocal des Murs d'Aurelle, MDA
- 2004 - Cuerdas cinq cent trente cinq duo de piano avec Sophie Agnel- Emouvance, Harmonia Mundi[43]
- 2005 : "Agir"[44]
- 2009 - Récifs trio de Bernard Santacruz, avec Philippe Deschepper, et comme invité, Jean-Luc Cappozzo, AjmiSeries[45]
- 2009 - Momentos duo avec Ramón López, Leo Records
- 2013 : "Grey Matter"[46]
- 2014 - Linéaire[47] piano solo, Mr Morezon
- 2016 : "Rasengan!"[48]
- 2017 : "Erythro"[49]
- 2017 : "AJMiLIVE #19"[50] avec Daunik Lazro et Bernard Santacruz
- 2019 : "Excursion Naïve"[51] avec Thomas Romain
- 2019 : "Montagne noire"[52] avec Jean-Yves Evrard